# Zager and Evans
Zager and Evans var en folkrock-duo bestående af Denny Zager og Rick Evans. De er best kendt for deres hitsingle "In the Year 2525" fra 1969. Duoen spiller ikke længere sammen og Zager arbejder som fremstiller af guitarer i Zager Guitars.